# Jack Robinson
Pour les articles homonymes, voir Jack Robinson (football) et Robinson.
 (avril 2023).
Si vous disposez d'ouvrages ou d'articles de référence ou si vous connaissez des sites web de qualité traitant du thème abordé ici, merci de compléter l'article en donnant les références utiles à sa vérifiabilité et en les liant à la section « Notes et références ».
Jack Robinson (né le 17 janvier 1938,  à Seattle, état de Washington) est un auteur-compositeur et un producteur de disque international.

## Biographie
Il commence sa carrière professionnelle comme journaliste à Seattle et décide de venir à Paris où il travaille comme correspondant étranger pour United Press International.
Très attiré par la musique, il devient disc jockey à Radio Luxembourg, puis directeur  artistique dans une maison d'édition américaine. Il décide de devenir producteur de disques et rencontre Georges Chatelain, auprès de qui il apprend les techniques d’un studio et le côté artistique d’un enregistrement.
En 1965, il épouse la chanteuse américaine Eillen Goldsen.
Entre 1968 et 1971, Jack Robinson, Georges Chatelain et son associé, Bernard Estardy, produisent alors 7 grands succès interprétés par  leurs artistes Gilles Marchal et Martine Habib. 
Jack Robinson coproduit également un groupe d'Américains à Paris, le King Harvest qui  venaient de signer avec le producteur français Pierre Jaubert. Le titre Dancing in the  moonlight, enregistré et mixé par l'ingénieur du son Mike Denneckee, des studios CBE arrive dans les "top ten hits" aux États-Unis et est resté un standard pendant plus de 30 ans. Dancing in the moonlight a  aussi été récemment, et pendant trois ans, le thème de la campagne de publicité pour "Fidelity Investments television commercials".
En 1975, Jack Robinson démarre une collaboration (texte et parfois musique) avec le compositeur et chanteur français David Christie. Leurs chansons, éditées par les éditions Robinsong Music, vont vendre plus de 30 millions de disques dans le monde.
Leur plus grand succès: I love to love (Tina Charles), mais aussi Saddle  up (David Christie), Strut your funky stuff (Frantique, produit  par Jack et David Christie), Do it yourself (Gloria Gaynor), Do or  die (Grace Jones), Love me like a lover, et Rendez-vous (Tina  Charles), etc.
En 1985, Jack Robinson est également l’auteur du texte d' Irresistible, la version anglaise d' Ouragan interprétée par Stéphanie de Monaco.
Aujourd’hui[Quand ?], Jack Robinson continue d'écrire pour des artistes français tels que ses amis de longue date, les Gibson Brothers, et une nouvelle venue, Thiae, dirigée par un producteur américain, Michael McGregor, coauteur des chansons.